# Прассинос, Марио
Марио Прассинос (фр. Mario Prassinos, греч. Μάριος Πράσινος; 30 июля 1916, Стамбул — 23 октября 1985, Авиньон) — французский художник и писатель греко-итальянского происхождения, принадлежал к Парижской школе.

## Биография
Родился в 1916 году в семье Викторин и Лисандра Прассинос, живших в столице Османской империи. Отец был учителем французского языка и издателем. В 1922 году, спасаясь от геноцида, семья эмигрировала во Францию. Начальное образование Марио получил в Пюто и Нантере.
В 1927 году умерла мать. Марио поступает в парижский лицей Кондорсе.
С 1932 года учился в Институте восточных языков. Одним из его учителей был Клеман Серво. Здесь появились первые рисунки Прассиноса в стиле сюрреализма. Был постоянным посетителем театра «Ателье» Шарля Дюллена.
С 1934 года учился в Сорбонне. Сблизился с Маном Рэем, Андре Бретоном, Элюаром, Рене Шаром, Бенжаменом Пере, Максом Эрнстом, Сальвадором Дали, Арпом, Дюшаном.
В 1936 году умер отец. Прассинос окончательно переезжает в Париж, где на улице Bérite снимает жильё. Он отходит от сюрреализма, однако продолжает поиски необычного в житейских сценах.
В 1938 году состоялась его первая персональная выставка в Париже. Первый посетитель — Пикассо. Прассинос вдохновляется творчеством Эдит Пиаф.
В 1939—1940 годах участвовал добровольцем во Второй мировой войне, был тяжело ранен. Награждён Военным крестом. Сотрудничал с Движением Сопротивления.
В 1940—1950-х годах много занимался книжной графикой, работал с издательством Галлимара и «Новым французским обозрением», иллюстрировал книги Маттео Банделло, Эдгара По, Артюра Рембо, Аполлинера, Камю, Кено, Сартра. Как театральный художник, сотрудничал с Жаном Виларом. Занимался гобеленным искусством. Автор нескольких биографических книг. Последняя работа — одиннадцать Образов страстей для часовни Богоматери Скорбящей в Сен-Реми-де-Прованс.
В 1949 году получил французское гражданство.

## Семья
Младшая сестра — писательница Жизель Прассинос (1920—2015), близкая к сюрреализму. В 1934 году Марио иллюстрирует её первую книгу.
Супруга с 1938 года — Yolande Borelly.
Дети — Catherine (род. 1946), Emmanuelle (род. 1967 ?).

## Признание
- Кавалер Ордена Искусств и литературы (1961).
- Орден Почётного легиона (1966).
- Офицер Ордена Искусств и литературы (1981).

## Комментарии
1. ↑  12 августа по греческому ортодоксальному календарю.